# Friedrich Carl Andreas
Friedrich Carl Andreas (Batavia, ma Jakarta, Indonézia, 1846. április 14. - Göttingen, 1930. október 4.) német nyelvész, orientalista

## Élete
Az örmény Bagratuni királyi család leszármazottja volt. Iranisztkai és egyéb keleti tanulmányait több német egyetemen folytatta. 1868-ban Erlangenben doktorált a középperzsa nyelvről írott disszertációjával. Diplomája megszerzése után Koppenhágában folytatta a nyelv kutatását. 1875-től több évet töltött Perzsiában és Indiában, ezidőben többek közt mint postamester is dolgozott. 1883 és 1903 közt Berlinben török és újperzsa nyelvből  adott magánórákat, ezután Göttingenben a filológia professzora lett. Itt azt a feladatot kapta, hogy fordítsa le azokat a kézirattöredékeket, amelyeket a német Turfan expedíciók gyűjtöttek össze Nyugat-Kínában. Nem volt termékeny író, tudását inkább szóban osztotta meg tanítványaival és kollégáival. Érdeklődése középpontjában az iráni nyelvek, azok fejlődése az ókortól napjainkig állt. Foglalkozott a pastu, beludzs, oszét és kurd nyelvekkel. Alaposan ismerte a szanszkrit, hindusztáni, arab, arámi, héber, örmény és török nyelveket is. A kéziratok és feliratok kiváló megfejtőjének tartották. Nyelvtehetsége miatt a Königlich Preußische Phonographische Kommission (Porosz Királyi Hangfelvételi Bizottság) tagja lett. A bizottság célja az volt, hogy rögzítse a német első világháborús hadifogolytáborok foglyai által beszélt mintegy 250 nyelvet.
Felesége Lou Andreas-Salomé pszichoanalitikus volt.

## Fordítás
- Ez a szócikk részben vagy egészben  a   Friedrich Carl Andreas című angol Wikipédia-szócikk ezen változatának fordításán alapul.  Az eredeti cikk szerkesztőit annak laptörténete sorolja fel. Ez a jelzés csupán a megfogalmazás eredetét és a szerzői jogokat jelzi, nem szolgál a cikkben szereplő információk forrásmegjelöléseként.